# Uebe Medical

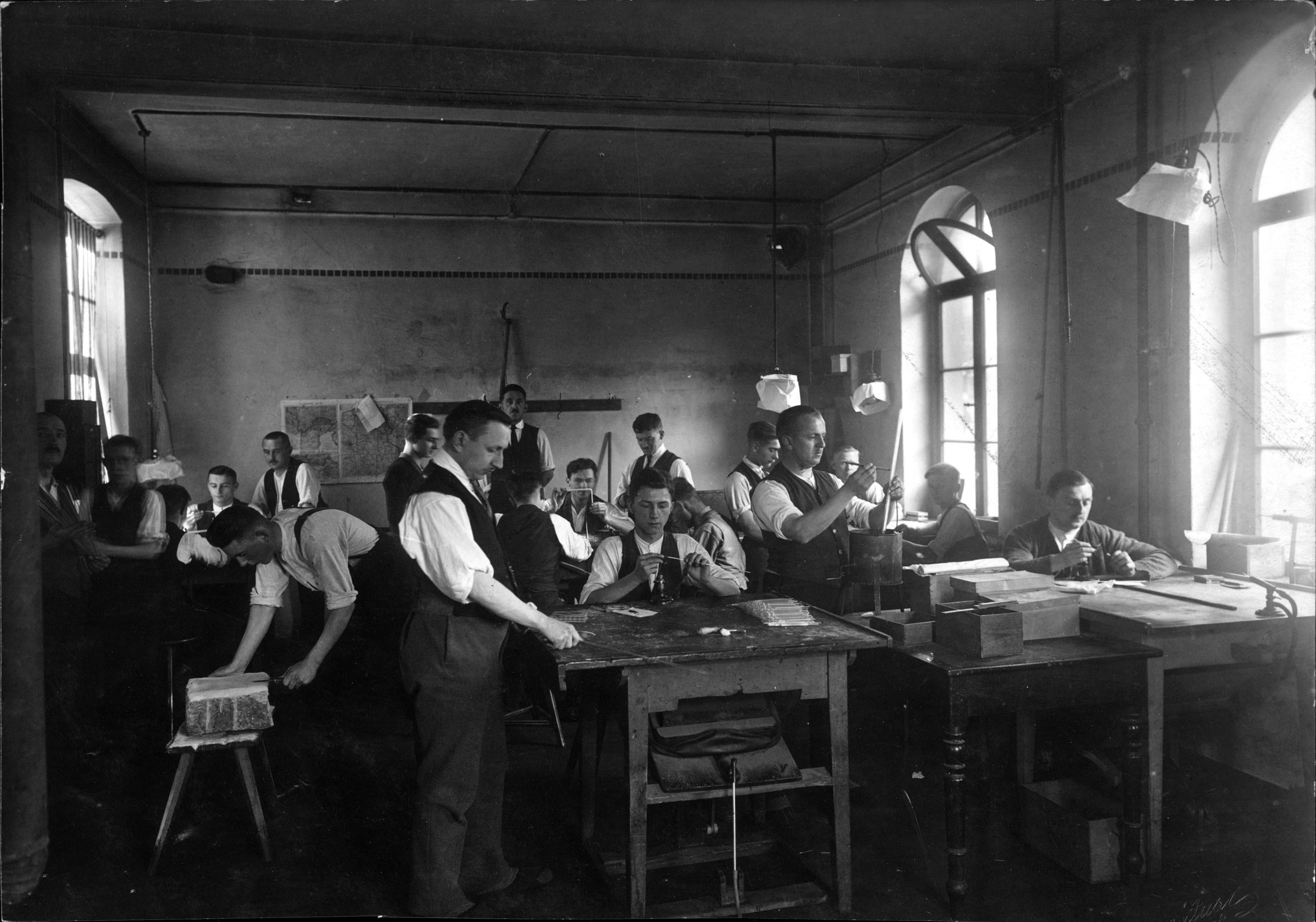
Wilhelm Uebe Spezialfabrik medizinischer Thermometer in Zerbst

Die Uebe Medical GmbH (Eigenschreibweise UEBE Medical) ist ein weltweit tätiges Familienunternehmen mit Produkten der Medizintechnik zur Selbstkontrolle. Das Unternehmen wurde 1890 in Zerbst gegründet und zog 1953 nach Wertheim-Reicholzheim (⊙). Seit 2019 ist Külsheim der Unternehmenssitz (⊙).

## Geschichte
Der Zerbster Drogist Wilhelm Uebe, der gleichzeitig einen Großhandel für die Glas- und Porzellanindustrie betrieb, entwickelte 1890 aufgrund etlicher Kundenanfragen das geschlossene Fieberthermometer, wie es heute bekannt ist. Die Fieberthermometer, die bis dato verwendet wurden, waren in Anwendung und Handhabung sehr umständlich. In seiner Drogerie schmolz er die handelsüblichen Glasthermometer, die er produzierte, am oberen Ende zu, statt sie mit einem Gipsstopfen zu verschließen. Diese Weiterentwicklung erhöhte die Anwendungssicherheit und den Hygienestandard des Fieberthermometers, da es sich dadurch sterilisieren ließ. Über Jahre waren UEBEs medizinische Thermometer weltweit die meistverkauften Hilfsmittel für die Selbstdiagnose; durch Wilhelm Uebe gelangte das Fieberthermometer nach Japan. 1893 präsentierte Wilhelm Uebe die neuartigen Thermometer auf der World’s Columbian Exposition in Chicago, wo er mit zwei Diplomen und zwei Medaillen ausgezeichnet wurde. Nach Ablauf der Schutzzeit wurde Uebes Erfindung gesetzlich als Standard festgelegt. 1905 wurde die Produktion in Fabrikgebäude verlagert; im selben Jahr starb Wilhelm Uebe. Seine Witwe Anna Uebe übernahm die Firmenleitung. Das Unternehmen ist nach wie vor in Familienbesitz.

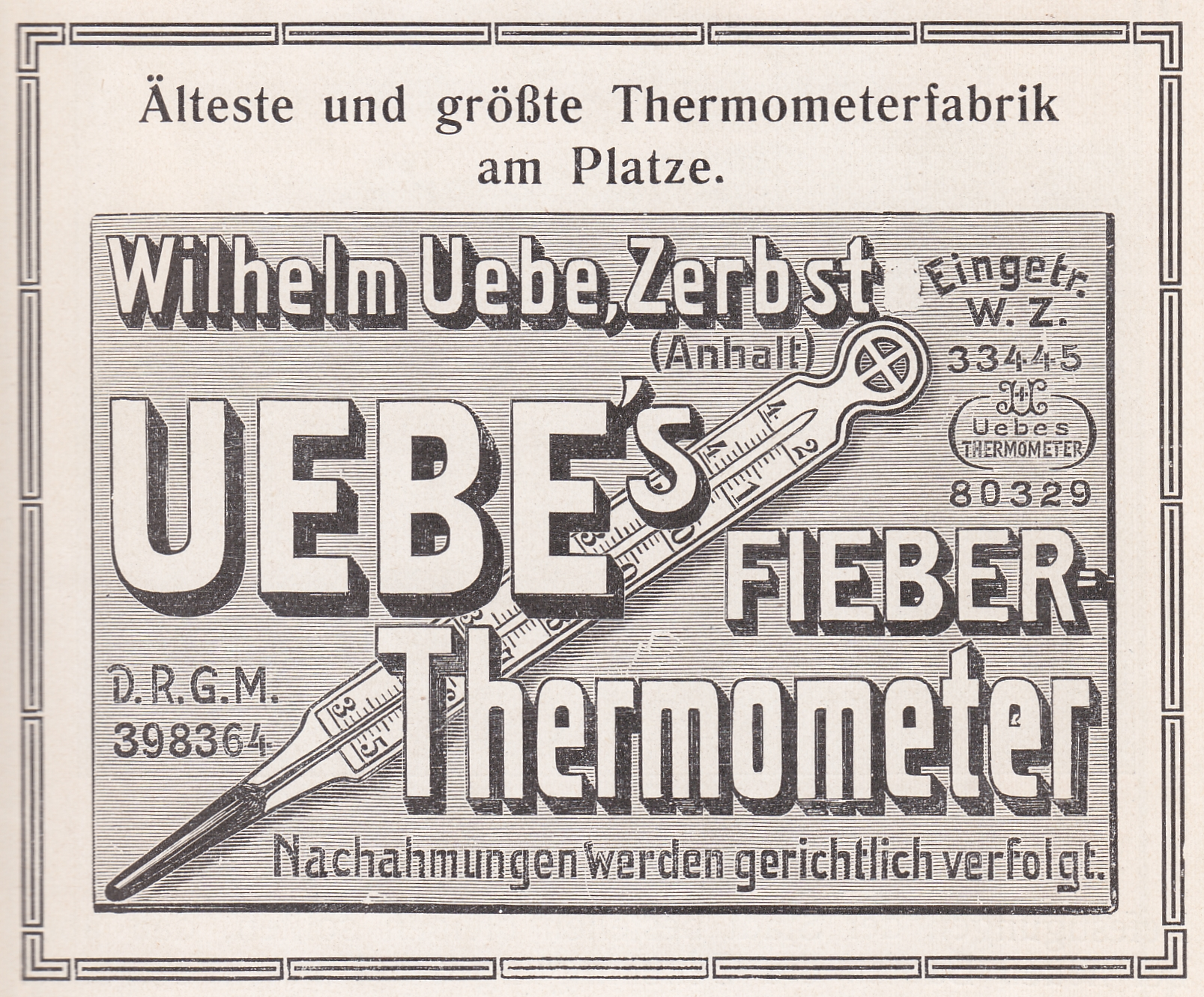
Alte Werbeanzeige der Firma Uebe

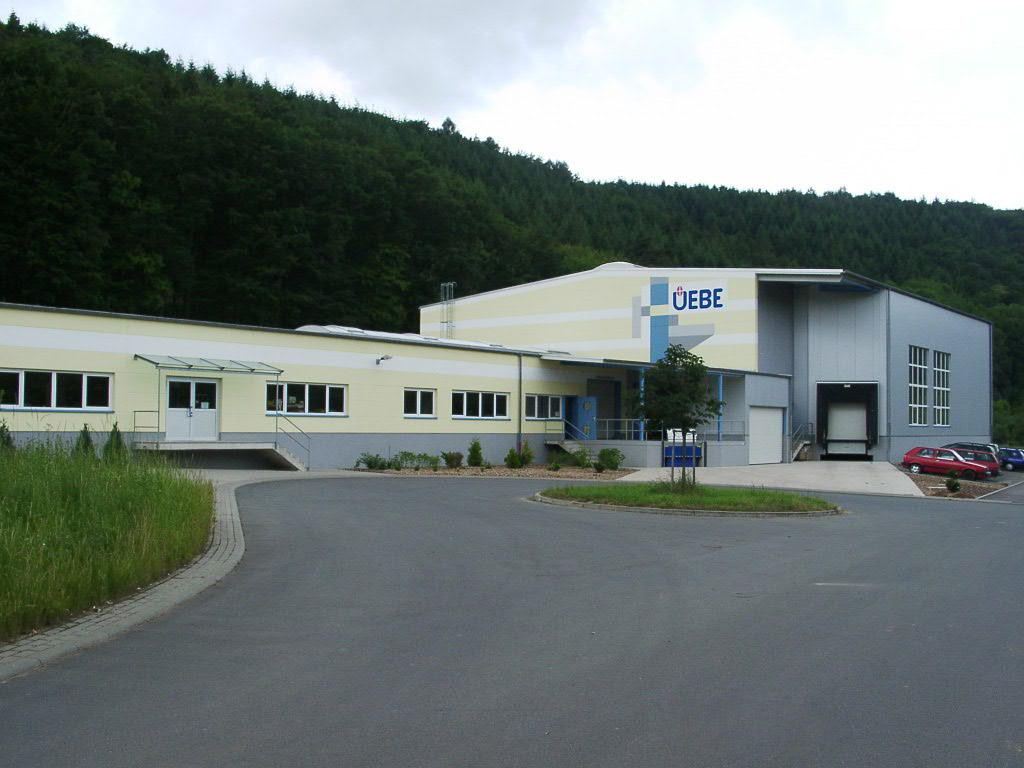
Werk und Lager in Reicholzheim

Nach dem Zweiten Weltkrieg wurde die Produktion in Zerbst bis 1950 fortgesetzt, als das Unternehmen verstaatlicht wurde. Da sich zu dieser Zeit viele Glasbläser aus Thüringen in Wertheim niedergelassen hatten, folgte ihnen das Unternehmen: 1953 wurde es von Anhalt ins baden-württembergische Reicholzheim verlegt, einen Ortsteil von Wertheim. 1952 erfolgte die Einführung der Marke cyclotest. Unter diesem Namen wurden Basalthermometer für Frauen zur Bestimmung ihrer fruchtbaren und unfruchtbaren Tage produziert; ihre Besonderheit war eine gespreizte Skala im messrelevanten Bereich, wodurch das Ablesen erleichtert und die Messgenauigkeit verbessert wurde, was bei der natürlichen Familienplanung von besonderer Bedeutung war. 1975 erfolgte die Produktion der ersten digitalen Thermometer. 1978 wurden Stethoskopgeräte unter dem Handelsnamen visocor eingeführt, damals als Hand- sowie als Tischgerät. Die digitalen Fieberthermometer wurden dann ab 1985 unter der Marke Domotherm vertrieben. Diese Art Thermometer löste später die traditionellen UEBE-Thermometer ab. 1989 brachte das Unternehmen den ersten Zykluscomputer auf den Markt, der nach der symptothermalen Methode auswertete. Im selben Jahr nahm das Unternehmen mit dem Projekt "Kleincomputer für die Empfängnisverhütung" am Wettbewerb "Innovationspreis der deutschen Wirtschaft" teil. 1991 erhielt es für dieses Produkt außerdem den Innovationspreis des Landes Baden-Württemberg. Im Jahr 1990 erhielt UEBE ein Patent über die Einrichtung und Verfahren zur Erfassung der individuellen Körpertemperaturen mit einem elektrischen Temperaturfühler für eine Ermittlung des Ovulationstermins von Mensch und Tier; Erfinder war der Firmeninhaber Rainer Uebe. Im Jahr 2000 übernahm das Unternehmen die Sparte Blutdruckmessgeräte von Roche Mannheim. 2005 bietet das Unternehmen erstmals das System der Aufwärtsmessung des Blutdrucks an. Hierbei werden die Blutdruckwerte bereits beim Aufpumpen der Manschette erfasst, wodurch weniger Druck auf den Oberarm entsteht. 2016 erfüllte das Unternehmen mit dem Zykluscomputer cyclotest myWay als erster deutscher Hersteller die Voraussetzungen, um mit einem Zykluscomputer der Klasse IIb der Medizinprodukterichtlinie zugeordnet zu werden, wodurch das Produkt auch zur Verhütung eingesetzt werden darf. 2019 wurde der Firmensitz nach Külsheim verlegt.

## Marken
Neben der Dachmarke Uebe gehören dem Unternehmen die Marken visomat und visocor, unter denen Blutdruckmessgeräte vertrieben werden. Des Weiteren werden unter der Marke cyclotest Verhütungscomputer und Produkte für die natürliche Familienplanung sowie unter der Marke Domotherm Fieberthermometer hergestellt und verkauft.

## Thermometermuseum
Seit 2015 betreibt das Unternehmen in Reicholzheim auch ein Thermometermuseum (⊙) zur Geschichte der Thermometerherstellung. Besonderheit ist eine vollständige Produktionsstraße der Thermometerproduktion.